# Sophie Lowe
Sophie Lowe (Sheffield, 5 giugno 1990) è un'attrice britannica, conosciuta soprattutto per il ruolo di Alice nella serie televisiva americana C'era una volta nel Paese delle Meraviglie.

## Carriera
Il suo primo ruolo da attrice è stato nel cortometraggio Kindle, nel 2007. Ha poi recitato in altri cortometraggi e in alcune pubblicità. Sophie si è poi diplomata al McDonald College nel 2008. 
L'anno successivo ha ottenuto il suo primo ruolo importante nel film Beautiful Kate, nel ruolo della protagonista Kate, per il quale ha ottenuto una nomination come Miglior Attrice Protagonista agli AACTA Awards. 
Tra gli altri ruoli importanti, va ricordato quello di Natalie, nel film Blame, il quale ha ricevuto l'approvazione da parte del Festival di Cannes, dal Melbourne International Film Festival, dal 47° Chicago International Film Festival, dal 36° Toronto International Film Festival e dal International Film Festival of Independent Cinema di Buenos Aires.
Nel 2013 ha poi scritto, diretto e recitato nel cortometraggio A Man Walks into a Bar..., con il suo ex-compagno di college Rhys Wakefield, che è arrivato in finale al Tropfest (Festival dei Cortometraggi) di Sydney.
Nell'ottobre 2013, interpreta Alice, la protagonista della serie tv della ABC, C'era una volta nel Paese delle Meraviglie.
Nel 2015, interpreta Lena Winship, nella serie televisiva The Returned, prodotta da A&E Network. 

## Vita privata
Nata a Sheffield, nello Yorkshire, Sophie si è trasferita in Australia con la famiglia all'età di dieci anni. Durante la sua adolescenza si è iscritta all'agenzia per modelle "Chadwick Models", che ha presto abbandonato. Ha poi frequentato il McDonald College of Performing Arts a Sydney, dove ha iniziato a recitare.

## Filmografia

### Cinema
- Beautiful Kate, regia di Rachel Ward (2009)
- Blessed, regia di Ana Kokkinos (2009)
- Road Train, regia di Dean Francis (2010)
- The Clinic - La clinica dei misteri, regia di James Rabbitts (2010)
- Blame, regia di Michael Henry (2010)
- Two Mothers, regia di Anne Fontaine (2013)
- After the Dark, regia di John Huddles (2013)
- Autumn Blood, regia di Markus Blunder (2013)
- Above Suspicion, regia di Phillip Noyce (2019)
- Buttiamo giù l'uomo (Blow the Man Down), regia di Bridget Savage Cole e Danielle Krudy (2020)
- Medieval, regia di Petr Jákl (2022)

### Televisione
- Backyard Science - serie TV (2005)
- All Saints - serie TV, episodio 12x21 (2009)
- Satisfaction - serie TV, episodi 3x9-3x10 (2010)
- The Slap - serie TV, 8 episodi (2011)
- It's a Date - serie TV, episodio 1x6 (2013)
- C'era una volta nel Paese delle Meraviglie - serie TV (2013-2014)
- The Returned - serie TV, 10 episodi (2015)

### Cortometraggi
- Kindle, regia di Erin White (2007)
- He. She. It., regia di John Alsop (2008)
- The Mirage, regia di Leonie Savvides (2008)
- Kiss, regia di Alex Murawski (2011)
- Moth, regia di Meryl Tankard (2011)
- A Man Walks Into A Bar..., regia di Sophie Lowe e Rhys Wakefield (2013)

## Doppiatrici italiane
- Rossa Caputo in The Returned, Buttiamo giù l'uomo
- Francesca Manicone in Two Mothers
- Emanuela Damasio in After the Dark
- Veronica Puccio in C'era una volta nel Paese delle Meraviglie